# 刘雨辰 (羽毛球运动员)
刘雨辰（1995年7月25日—），北京人，中国男子羽毛球运动员。他與李俊慧的組合，於2017年4月6日首次登上男雙世界排名第1位。其妻子為黃雅瓊。

## 簡歷
刘雨辰生於体育世家，父亲刘慧生是北京羽毛球女子队主教练，母亲宋玉玲是北京游泳队的教练，姐姐刘京則是國家游泳队成员，曾在2009年世界游泳錦標賽上和队友贏得4x200米自由泳接力金牌。
刘雨辰10岁时正式进入什刹海体校羽毛球二线队，練習羽毛球；他在父亲的帮助下得到飞速进步，至2010年，15岁的刘雨辰已进入北京羽毛球队一队，同年還入选国家青年集训队。
2012年，刘雨辰代表国家队參加日本千葉縣舉行的世界青年羽毛球錦標賽，分別與王懿律和陈清晨合作贏得男子雙打和混合雙打比賽季軍。同年，刘雨辰进入国家二队。
2013年7月，刘雨辰代表国家队參加馬來西亞沙巴州舉行的亞洲青年羽毛球錦標賽，與李俊慧合作贏得男子雙打比賽冠軍。

### 2020年東京奧運
劉雨辰和李俊慧組合在2020年東京奧運一路過關斬將來到金牌戰，不過在金牌戰0比2不敵中華台北的李洋及王齊麟，獲得銀牌。

## 主要比賽成績
只列出曾進入準決賽的國際賽事成績：
| 年份   | 賽事                     | 公開賽級別 | 項目     | 搭檔   | 成績   |
| ------ | ------------------------ | ---------- | -------- | ------ | ------ |
| 2012年 | 亞洲青年羽毛球錦標賽     | 其他       | 混合團體 | －     | 銀牌   |
| 2012年 | 亞洲青年羽毛球錦標賽     | 其他       | 混合雙打 | 陈清晨 | 銅牌   |
| 2012年 | 世界青年羽毛球錦標賽     | 其他       | 混合團體 | －     | 金牌   |
| 2012年 | 世界青年羽毛球錦標賽     | 其他       | 男子雙打 | 王懿律 | 銅牌   |
| 2012年 | 世界青年羽毛球錦標賽     | 其他       | 混合雙打 | 陈清晨 | 銅牌   |
| 2013年 | 澳洲羽毛球黃金大獎賽     | 黃金大獎賽 | 混合雙打 | 黄东萍 | 準決賽 |
| 2013年 | 紐西蘭羽毛球大獎賽       | 大獎賽     | 男子雙打 | 李俊慧 | 亞軍   |
| 2013年 | 亞洲青年羽毛球錦標賽     | 其他       | 混合團體 | －     | 金牌   |
| 2013年 | 亞洲青年羽毛球錦標賽     | 其他       | 男子雙打 | 李俊慧 | 金牌   |
| 2013年 | 亞洲青年羽毛球錦標賽     | 其他       | 混合雙打 | 黄东萍 | 銀牌   |
| 2013年 | 世界青年羽毛球錦標賽     | 其他       | 混合團體 | －     | 銅牌   |
| 2013年 | 世界青年羽毛球錦標賽     | 其他       | 男子雙打 | 李俊慧 | 金牌   |
| 2013年 | 世界青年羽毛球錦標賽     | 其他       | 混合雙打 | 黄东萍 | 銅牌   |
| 2013年 | 澳門羽毛球黃金大獎賽     | 黃金大獎賽 | 男子雙打 | 李俊慧 | 準決賽 |
| 2014年 | 印度羽毛球黃金大獎賽     | 黃金大獎賽 | 男子雙打 | 李俊慧 | 冠軍   |
| 2014年 | 印度羽毛球黃金大獎賽     | 黃金大獎賽 | 混合雙打 | 于小含 | 準決賽 |
| 2014年 | 中國羽毛球國際挑戰賽     | 國際挑戰賽 | 男子雙打 | 李俊慧 | 準決賽 |
| 2014年 | 中國羽毛球大師賽         | 黃金大獎賽 | 混合雙打 | 骆赢   | 準決賽 |
| 2014年 | 亞洲羽毛球錦標賽         | 其他       | 男子雙打 | 李俊慧 | 銀牌   |
| 2014年 | 中華台北羽球黃金大獎賽   | 黃金大獎賽 | 男子雙打 | 李俊慧 | 亞軍   |
| 2014年 | 中華台北羽球黃金大獎賽   | 黃金大獎賽 | 混合雙打 | 于小含 | 冠軍   |
| 2015年 | 中國羽毛球國際挑戰賽     | 國際挑戰賽 | 男子雙打 | 李俊慧 | 亞軍   |
| 2015年 | 中國羽毛球國際挑戰賽     | 國際挑戰賽 | 混合雙打 | 于小含 | 亞軍   |
| 2015年 | 大阪羽毛球國際挑戰賽     | 國際挑戰賽 | 混合雙打 | 黄东萍 | 亞軍   |
| 2015年 | 中國羽毛球大師賽         | 黃金大獎賽 | 男子雙打 | 李俊慧 | 冠軍   |
| 2015年 | 美國羽毛球黃金大獎賽     | 黃金大獎賽 | 男子雙打 | 李俊慧 | 冠軍   |
| 2015年 | 加拿大羽毛球大獎賽       | 大獎賽     | 男子雙打 | 李俊慧 | 冠軍   |
| 2015年 | 越南羽毛球大獎賽         | 大獎賽     | 男子雙打 | 李俊慧 | 冠軍   |
| 2015年 | 韓國羽毛球大師賽         | 大獎賽     | 男子雙打 | 李俊慧 | 準決賽 |
| 2015年 | 澳門羽毛球黃金大獎賽     | 黃金大獎賽 | 混合雙打 | 李茵晖 | 準決賽 |
| 2015年 | 印尼羽毛球大師賽         | 黃金大獎賽 | 男子雙打 | 李俊慧 | 準決賽 |
| 2016年 | 新加坡羽毛球超級賽       | 超級賽     | 男子雙打 | 李俊慧 | 準決賽 |
| 2016年 | 亞洲羽毛球錦標賽         | 其他       | 男子雙打 | 李俊慧 | 銀牌   |
| 2016年 | 中華台北羽毛球公開賽     | 國際挑戰賽 | 男子雙打 | 李俊慧 | 冠軍   |
| 2016年 | 日本羽毛球超級賽         | 超級賽     | 男子雙打 | 李俊慧 | 冠軍   |
| 2016年 | 韓國羽毛球超級賽         | 超級賽     | 男子雙打 | 李俊慧 | 亞軍   |
| 2017年 | 亞洲羽毛球混合團體錦標賽 | 其他       | 混合團體 | －     | 銅牌   |
| 2017年 | 全英羽毛球首要超級賽     | 首要超級賽 | 男子雙打 | 李俊慧 | 亞軍   |
| 2017年 | 印度羽毛球超級賽         | 超級賽     | 男子雙打 | 李俊慧 | 準決賽 |
| 2017年 | 新加坡羽毛球超級賽       | 超級賽     | 男子雙打 | 李俊慧 | 亞軍   |
| 2017年 | 亞洲羽毛球錦標賽         | 其他       | 男子雙打 | 李俊慧 | 金牌   |
| 2017年 | 蘇迪曼盃                 | 其他       | 混合團體 | －     | 銀牌   |
| 2017年 | 印尼羽毛球首要超級賽     | 首要超級賽 | 男子雙打 | 李俊慧 | 冠軍   |
| 2017年 | 印尼羽毛球首要超級賽     | 首要超級賽 | 混合雙打 | 汤金华 | 準決賽 |
| 2017年 | 中國羽毛球首要超級賽     | 首要超級賽 | 男子雙打 | 李俊慧 | 準決賽 |
| 2017年 | 香港羽毛球超級賽         | 超級賽     | 男子雙打 | 李俊慧 | 準決賽 |
| 2018年 | 印尼羽毛球大師賽         | 超級500賽  | 男子雙打 | 李俊慧 | 亞軍   |
| 2018年 | 亞洲羽毛球錦標賽         | 其他       | 男子雙打 | 李俊慧 | 金牌   |
| 2018年 | 湯姆斯盃                 | 其他       | 男子團體 | －     | 金牌   |
| 2018年 | 馬來西亞羽球公開賽       | 超級750賽  | 男子雙打 | 李俊慧 | 準決賽 |
| 2018年 | 世界羽毛球錦標賽         | 其他       | 男子雙打 | 李俊慧 | 金牌   |
| 2018年 | 亞洲運動會羽毛球比賽     | 其他       | 男子團體 | －     | 金牌   |
| 2018年 | 亞洲運動會羽毛球比賽     | 其他       | 男子雙打 | 李俊慧 | 銅牌   |
| 2018年 | 日本羽球公開賽           | 超級750賽  | 男子雙打 | 李俊慧 | 亞軍   |
| 2018年 | 世界羽聯世界巡迴賽總決賽 | 總決賽     | 男子雙打 | 李俊慧 | 冠軍   |
| 2019年 | 馬來西亞羽毛球公開賽     | 超級750賽  | 男子雙打 | 李俊慧 | 冠軍   |
| 2019年 | 新加坡羽球公開賽         | 超級500賽  | 男子雙打 | 李俊慧 | 準決賽 |
| 2019年 | 蘇迪曼盃                 | 其他       | 混合團體 | －     | 金牌   |
| 2019年 | 澳洲羽毛球公開賽         | 超級300賽  | 男子雙打 | 李俊慧 | 準決賽 |
| 2019年 | 印尼羽毛球公開賽         | 超級1000賽 | 男子雙打 | 李俊慧 | 準決賽 |
| 2019年 | 日本羽毛球公開賽         | 超級750賽  | 男子雙打 | 李俊慧 | 準決賽 |
| 2019年 | 泰國羽毛球公開賽         | 超級500賽  | 男子雙打 | 李俊慧 | 亞軍   |
| 2019年 | 世界羽毛球錦標賽         | 其他       | 男子雙打 | 李俊慧 | 銅牌   |
| 2019年 | 中國羽毛球公開賽         | 超級1000賽 | 男子雙打 | 李俊慧 | 準決賽 |
| 2019年 | 韓國羽毛球公開賽         | 超級500賽  | 男子雙打 | 李俊慧 | 準決賽 |
| 2019年 | 澳門羽球公開賽           | 超級300賽  | 男子雙打 | 李俊慧 | 冠軍   |
| 2019年 | 香港羽毛球公開賽         | 超級500賽  | 男子雙打 | 李俊慧 | 準決賽 |
| 2020年 | 马来西亚羽毛球大师赛     | 超級500賽  | 男子雙打 | 李俊慧 | 亞軍   |
| 2021年 | 奧林匹克運動會羽毛球比賽 | 其他       | 男子雙打 | 李俊慧 | 銀牌   |
| 2022年 | 德國羽毛球公開賽         | 超級300賽  | 男子雙打 | 欧烜屹 | 亞軍   |
| 2022年 | 韓國羽毛球大師賽         | 超級300賽  | 男子雙打 | 欧烜屹 | 亞軍   |
| 2022年 | 印尼羽毛球公開賽         | 超級1000賽 | 男子雙打 | 欧烜屹 | 冠軍   |
| 2022年 | 澳洲羽毛球公开赛         | 超級300賽  | 男子雙打 | 欧烜屹 | 冠軍   |
| 2022年 | 世界羽聯世界巡迴賽總決賽 | 總決賽     | 男子雙打 | 欧烜屹 | 冠軍   |
| 2023年 | 印尼羽毛球大師賽         | 超級500賽  | 男子雙打 | 欧烜屹 | 準決賽 |
| 2023年 | 蘇迪曼盃                 | 其他       | 混合團體 | －     | 冠軍   |
| 2023年 | 日本羽毛球公開賽         | 超級750賽  | 男子雙打 | 欧烜屹 | 準決賽 |
| 2023年 | 亞洲運動會羽毛球比賽     | 其他       | 男子團體 | －     | 金牌   |
| 2023年 | 法國羽毛球公開賽         | 超級750賽  | 男子雙打 | 欧烜屹 | 準決賽 |
| 2023年 | 海洛羽毛球公開賽         | 超級300賽  | 男子雙打 | 欧烜屹 | 冠軍   |
| 2023年 | 日本熊本羽毛球大師賽     | 超級500賽  | 男子雙打 | 歐烜屹 | 亞軍   |
| 2023年 | 世界羽聯世界巡迴賽總決賽 | 總決賽     | 男子雙打 | 歐烜屹 | 準決賽 |
| 2024年 | 印尼羽毛球大師賽         | 超級500賽  | 男子雙打 | 歐烜屹 | 準決賽 |
| 2024年 | 汤姆斯盃                 | 其他       | 男子團體 | －     | 冠軍   |

| 2007-2017年 | 首要超級賽 | 超級賽 | 黃金大獎賽 | 大獎賽 | 國際挑戰賽 | 國際系列賽 | 未來系列賽 | 其他 |

| 2018-2026年 | 總決賽 | 超級1000賽 | 超級750賽 | 超級500賽 | 超級300賽 | 超級100賽 | 國際挑戰賽 | 國際系列賽 | 未來系列賽 | 其他 |

### 世界冠軍頭銜
刘雨辰在羽毛球生涯中共奪得5項羽毛球世界冠軍頭銜。
| 賽事             | 奪冠次數 | 年份                      |
| ---------------- | -------- | ------------------------- |
| 世界羽毛球錦標賽 | 1        | 2018年（男子雙打）        |
| 湯姆斯盃         | 2        | 2018年 2024年（男子團體） |
| 蘇迪曼盃         | 2        | 2019年 2023年（混合團體） |
| 總計             | 5        |                           |

### 奧運會和世錦賽參賽紀錄
|          | 搭檔   | 2014 | 2015 | 2016 | 2017 | 2018 | 2019 | 2020 | 2023 | 2024       |
| -------- | ------ | ---- | ---- | ---- | ---- | ---- | ---- | ---- | ---- | ---------- |
| 男子雙打 | 李俊慧 | 32強 | －   | －   | 32強 | 金牌 | 銅牌 | 銀牌 | －   | －         |
| 男子雙打 | 歐烜屹 | －   | －   | －   | －   | －   | －   | －   | 8強  | 小組第三名 |